# Baby, I Love You (пісня Арети Франклін)
«Baby, I Love You»  — пісня американської ритм-енд-блюзової співачки Арети Франклін, випущена синглом 1 липня 1967 року на лейблі Atlantic Records. Пісня була записана 23 червня 1967 року і увійшла до альбому Aretha Arrives (1967). 
У 1967 році посіла 1-е місце в чарті R&B Singles (де протрималась 2 тижні) і 4-е місце в чарті Billboard Hot 100 журналу «Billboard». Концертна версія пісні увійшла до альбому Aretha in Paris (1968). 
Також пісню записали й інші музиканти, серед яких Отіс Раш для альбому Mourning in the Morning (1969), Ерма Франклін для альбому Soul Sister (1969), The Bar-Kays для альбому Black Rock (1971), Донні Гетевей і Роберта Флек для альбому Roberta Flack & Donny Hathaway (1972), Ірма Томас для альбому The Way I Feel (1988), Б.Б. Кінг для альбому Deuces Wild (1997) та ін.

## Композиції
1. «Baby, I Love You» (Ронні Шеннон)  — 2:44
2. «Going Down Slow» (аранж. Арета Франклін) — 4:33

## Хіт-паради
| Рік  | Сингл             | Чарт              | Позиція     |
| ---- | ----------------- | ----------------- | ----------- |
| 1967 | «Baby I Love You» | R&B Singles       | 1 (2 тижні) |
| 1967 | «Baby I Love You» | Billboard Hot 100 | 4           |